# Alan Willey
Alan Willey (Houghton-le-Spring, 18 ottobre 1956) è un ex calciatore inglese.

## Carriera
Willey inizia la carriera agonistica nel Middlesbrough, militante nella massima serie inglese. Nella stagione d'esordio, la 1974-1975, ottiene con il suo club il settimo posto finale, mentre in quella seguente il tredicesimo.
Nel 1976 si trasferisce negli Stati Uniti d'America per giocare nei Minnesota Kicks. Nella prima stagione con i Kicks raggiunge la finale del torneo, persa contro i canadesi del Toronto Metros-Croatia.
La stagione seguente raggiunse i quarti di finale, identico traguardo ottenuto nel campionato 1978.
Nella North American Soccer League 1979 raggiunge gli ottavi di finale come nella stagione seguente.
Inizia la stagione 1981 in forza ai canadesi del Montréal Manic, con cui raggiunse i quarti di finale della competizione, identico risultato ottenuto nel 1982. Nella North American Soccer League 1983 raggiunse invece le semifinali del torneo.
Nel 1984 passò ai Minnesota Strikers. In quella che fu l'ultima stagione della NASL prima del fallimento della lega, i Kicks e Willey ottennero il terzo posto della Western Division.
Rimasto con i Kicks sino al 1988, disputando tornei indoor, chiuse la carriera ai San Diego Sockers.